# Jordi Suari Font
Jordi Suari Font (Argentona, 1930) fou alcalde d'Argentona des del 1979 fins al 1983 i del 1991 fins al 1992. Fou el primer alcalde electe d'Argentona de la democràcia actual.

## Biografia
Des de ben jove entrà a treballar a una empresa tèxtil, i a partir del 1957 passaria a tenir el seu propi negoci tèxtil, combinant la feina amb estudis a l'escola tèxtil de Canet de Mar.
Durant aquests anys comença també a practicar diversos esports i s'introdueix a la Societat Coral Llaç d'Amistat, del que el seu avi en fou fundador. Sota la presidència d'en Joaquim Ripoll, Suari fou vicepresident i responsable d'activitats culturals de l'entitat.
L'any 1969, Suari surt elegit president de l'entitat, i comença una etapa amb moltes activitats culturals més enllà de la coral del cor de clavé (com l'esplai els Cabirols, secció de fotografia, cinema amateur, etc.). L'any 1971 dimiteix del càrrec de president, essent succeït per Josep Suari i Casanovas, i a aquest el succeí Ernest Ferrer. L'any 1976 es torna a presentar per a president, i després d'una votació molt ajustada, el seu contrincant retira la candidatura per a facilitar l'elecció d'un president, si bé Suari només exerciria de president fins al novembre del 77.
Suari era militant de CDC des del 1976, i fou candidat de les primeres eleccions municipals del 1979, enfrontant-se al grup d'esquerres de la CUPA i al grup més conservador de la CAI. Finalment CiU aconseguí 2 regidors (ell i en Josep Lladó i Pasqual). CiU resulta decisiu per formar govern i decideix pactar amb la CUPA, a canvi que Suari sigui alcalde. Aquests fets van desencisar profundament a la CAI, que van optar durant un temps per la política de "cadires buides" com a mostra de rebuig per aquest fet, ja que la CAI va ser el partit més votat i entenia que havia de tenir la clau de la governabilitat.
Finalment, més endavant s'acceptà que la CAI formés part del govern, repartint-se les regidories entre els tres partits.
Fou una legislatura on es dugueren a terme obres llargament esperades per al poble, com el clavegueram del carrer Gran o la cobertura i canalització del torrent d'en Tossa.
Suari es presentà com a cap de llista de la Candidatura Democràtica d'Argentona, de caràcter independent, a les eleccions del 1983. Va sortir elegit regidor, si bé sense pactar amb ningú, i fent la feina des de l'oposició.
L'any 1991 es torna a presentar com a cap de llista, aquest cop per Agrupació d'Argentona (que no té a veure amb la d'en Fèlix Rosa) i va sortir elegit regidor, juntament amb dos regidors més. Després d'un pacte, va aconseguir l'alcaldia un altre cop, fins a les discrepàncies internes al govern li van fer perdre una qüestió de confiança davant del Ple el 18 de setembre de 1992, per la qual cosa va haver de renunciar a l'alcaldia i es va elegir a Joaquim Casabella com a nou Alcalde.